# Lucas Zen
Lucas Zen, właśc. Lucas de Lacerda Lima Gonçalves (ur. 17 czerwca 1991 w Rio de Janeiro) – piłkarz brazylijski, występujący na pozycji defensywnego pomocnika.

## Kariera klubowa
Lucas Zen piłkarską karierę rozpoczął w Botafogo FR, którego jest wychowankiem w 2010. W barwach zespołu z Rio zadebiutował 28 listopada 2010 w wygranym 3-1 meczu w lidze brazylijskiej z Grêmio Prudente. W Botafogo występuje do chwili obecnej.
| Sezon | Klub        | Kraj     | Rozgrywki                     | Mecze | Bramki |
| ----- | ----------- | -------- | ----------------------------- | ----- | ------ |
| 2010  | Botafogo FR | Brazylia | Campeonato Brasileiro Série A | 2     | 0      |
| 2011  | Botafogo FR | Brazylia | Campeonato Brasileiro Série A | 18    | 0      |
| 2012  | Botafogo FR | Brazylia | Campeonato Brasileiro Série A |       |        |

## Kariera reprezentacyjna
Lucas Zen w 2011 został powołany do reprezentacji Brazylii U-23 na Igrzyska Panamerykańskie. Na turnieju w Guadalajarze wystąpił we wszystkich trzech meczach Brazylii z Argentyną, Kubą i Kostaryką, w którym został ukarany czerwoną kartką.